# سفارت سوئد در کانبرا
سفارت سوئد در کانبرا (به انگلیسی: Embassy of Sweden) یک سفارت در استرالیا است که در کانبرا واقع شده‌است.